# Nico Knapper
Nico Knapper (Amsterdam, 30 juli 1934) is een Nederlands zanger, producent en televisieregisseur.

## Loopbaan
Na het Barlaeus Gymnasium te Amsterdam begon Knapper als zanger van het Franse chanson, onder meer in de show van Wim Sonneveld en werkte bij het gezelschap van Toon Hermans. Hij zong verder in Frankrijk en de Verenigde Staten - met zijn vrouw - in het programma Janine et Nico. Later begon hij in Nederland een carrière als tv-regisseur en -producer. Een kwart eeuw lang werkte hij voor de VARA, onder meer als producer van de Rudi Carrell-shows en van Top of Flop. Als regisseur-producer maakte hij verder ook programma's met zangers en zangeressen als Gerard Cox, Ramses Shaffy en Jasperina de Jong. Ook regisseerde hij een aantal cabaretprogramma's, zoals die met Wim Kan. Begin 1968 richtten hij en zijn vrouw en Frans van Lier "de Werkwinkel" op, om het Nederlandse lied te promoten. Enkele talenten als Herman van Veen, Marnix Kappers en Lenny Kuhr kregen hierdoor meer bekendheid.
Met de schrijvers Chiem van Houweninge en Alexander Pola bracht hij de populaire comedyserie Zeg 'ns Aaa op televisie. Verder regisseerde hij onder meer Medisch Centrum West, Oppassen!!! en Ha, die Pa!.
Knapper won tweemaal de Televizier Ring: eenmaal voor Zeg 'ns Aaa en eenmaal voor Oppassen!!!. In 1996 werd hij benoemd tot Ridder in de Orde van de Nederlandse Leeuw.

## Privé
Knapper was getrouwd met een Française en woont afwisselend in Nederland en Parijs.